# Mărițeia Mică
Mărițeia Mică (ukr. Марицейка, Marycejka) – wieś w Rumunii, w okręgu Suczawa, w gminie Dărmănești. W 2011 roku liczyła 187 mieszkańców.